# Cabera irrorata
Cabera irrorata là một loài bướm đêm trong họ Geometridae.